# Le stravaganze d'amore
Le stravaganze d'amore és una òpera en tres actes composta per Domenico Cimarosa sobre un llibret italià de Pasquale Mililotti. S'estrenà al Teatro dei Fiorentini de Nàpols el tardor de 1778.